# Manuel Nieto Chipoco
Manuel Ricardo Nieto Chipoco, mencionado mayormente como Manuel R. Nieto (Moquegua, 16 de diciembre de 1893 - Lima, 26 de febrero de 1983) fue un marino y político peruano que llegó al grado de contralmirante de la Marina de Guerra del Perú. Durante el gobierno de José Luis Bustamante y Rivero fue ministro de Marina (1947), y ministro de Salud, Trabajo y Asistencia Social (1947-1948).

## Biografía
Nació en Moquegua, siendo hijo de Manuel Nieto y de Ubaldina Chipoco. Ingresó a la Escuela Naval del Peru en 1911 y egresó como guardiamarina en 1915.
Sirvió en la marina mercante. En 1921 formó parte de la Comisión de Límites con Brasil. En 1922 sirvió en la Escuela Naval. En 1925 integró la Comisión de Límites de Tacna y Arica. Luego fue enviado a Estados Unidos, donde asumió el mando del submarino R-3.
Fue sucesivamente comandante de la división de submarinos, agregado naval en Brasil (1940), España (1941) y Estados Unidos (1943-1945).
Era ya capitán de navío cuando fue nombrado ministro de Marina, en el gobierno de José Luis Bustamante y Rivero, cargo que ejerció de enero a octubre de 1947. De su gestión se resalta su colaboración en el estudio y preparación del célebre decreto de las 200 millas marinas, cuyo borrador le remitió su colega, el canciller Enrique García Sayán. Enseguida pasó a ser ministro de Salud, Trabajo y Asistencia Social, cargo que ejerció de octubre de 1947 a febrero de 1948.
Fue ascendido a contralmirante, por decreto del Poder Ejecutivo N.º 15 de 6 de setiembre de 1948, al que posteriormente se le dio fuerza de ley por decisión del congreso de 1950, ya bajo el gobierno del general Manuel Odría.
Era director de la Escuela Naval cuando estalló la rebelión aprista del Callao de 3 de octubre de 1948, protagonizada por algunos oficiales y marineros de la escuadra, la misma que fue sofocada sangrientamente. Fue entonces cuando se puso fuera de la ley al partido aprista y se persiguió a sus dirigentes.
En 1953 fue nombrado jefe de Estado Mayor General de Marina. Pasó al retiro en 1955.
Falleció en 1988, a la avanzada edad de 94 años.